# Die Another Day
„Die Another Day“ е първата песен от саундтрака към филма „Не умирай днес“ (на английски „Die Another Day“ – песента носи същото име) и от албума на Мадона American Life. Издадена през 2002, песента стига до № 8 в САЩ и до № 3 в Обединеното кралство. Песента се оказва най-успешната дотогава композиция по темата на Джеймс Бонд от „A View to a Kill“ (1985) на Duran Duran насам.
Песента е написана и продуцирана от Мадона, съвместно с френският музикален продуцент Мирве Ахмадзе в до минор. Цигулковата оркестрация е дело на френския композитор и диригент Мишел Коломбие. Настроенията на музикалната критика за разнородни – срещат се както крайно положителни, така и крайно ортицателни отзиви, което обяснява и факта, че песента бива номинирана едновременно за „Златен глобус“ и за „Златна малинка“.